# Gianluca Tiberti
Gianluca Tiberti (Roma, 24 de abril de 1967) é um ex-pentatleta italiano, campeão olímpico. 

## Carreira
Gianluca Tiberti representou seu país nos Jogos Olímpicos de 1988 e 1992, na qual conquistou a medalha de prata, no pentatlo moderno, em 1988 por equipes, e bronze em Barcelona 1992. 